# Niagara Falls (New York)
Niagara Falls je město v okrese Niagara County ve státě New York ve Spojených státech amerických. Město je spojeno se stejnojmenným sousedním městem Niagara Falls, které se nachází na druhém břehu řeky, již v Kanadě
V roce 2010 zde žilo 50 193 obyvatel. S celkovou rozlohou 43,5 km² byla hustota zalidnění 1 527,3 obyvatel na km².